# رنشو
رنشو (به ژاپنی: 連署 Rensho) دستیار شیکّن (نایب السلطنه) شوگون‌سالاری کاماکورا در ژاپن بود. رنشو امضای خود را در کنار دستورهای شیکن قرار می‌داد. در سال ۱۲۲۴ سومین شیکن هوجو یاسوتوکی، هوجو توکیفوسا را به عنوان نخستین رنشو منصوب کرد. از آن پس، رنشو از اعضای خاندان هوجو انتخاب می‌شد اما نه از شعبه اصلی این خاندان (توکوسو) به استثناء هوجو توکیمونه، که موقتی این پست را از ۱۲۶۴ تا ۱۲۶۸ اشغال کرد.

## فهرست رنشوها
نکته: در این فهرست سه نفر به نام هوجو شیگه‌توکی قرار دارند که هر سه اشخاصی متفاوت هستند
1. هوجو توکیفوسا (اشتغال ۱۲۲۵–۱۲۴۰)
2. هوجو شیگه‌توکی (تولد ۱۱۹۸) (北条重時) (اشتغال ۱۲۴۷–۱۲۵۶)
3. هوجو ماسامورا (اشتغال ۱۲۵۶–۱۲۶۴)
4. هوجو توکیمونه (اشتغال ۱۲۶۴–۱۲۶۸)
5. هوجو ماسامورا (اشتغال ۱۲۶۸–۱۲۷۳)
6. هوجو یوشیماسا (اشتغال ۱۲۷۳–۱۲۷۷)
7. هوجو شیگه‌توکی (北条業時) (اشتغال ۱۲۸۳–۱۲۸۷)
8. هوجو نوبوتوکی آکا اوساراگی نوبوتوکی (اشتغال ۱۲۸۷–۱۳۰۱)
9. هوجو توکیمورا (اشتغال ۱۳۰۱–۱۳۰۵)
10. هوجو مونه‌نوبو آکا اوساراگی مونه‌نوبو (اشتغال ۱۳۰۵–۱۳۱۱)
11. هوجو هیروتوکی (اشتغال ۱۳۱۱–۱۳۱۲)
12. هوجو ساداآکی (اشتغال ۱۳۱۵–۱۳۲۶)
13. هوجو کوره‌سادا (اشتغال ۱۳۲۶–۱۳۲۷)
14. هوجو شیگه‌توکی (北条茂時) (اشتغال ۱۳۳۰–۱۳۳۳)